# Куново (Ґостинський повіт)
Куново (пол. Kunowo, нім. Kunthal) — село в Польщі, у гміні Ґостинь Гостинського повіту Великопольського воєводства.
Населення — 626 осіб (2011).
У 1975-1998 роках село належало до Лешненського воєводства.

## Демографія
Демографічна структура станом на 31 березня 2011 року:
|          | Загалом | Допрацездатний вік | Працездатний вік | Постпрацездатний вік |
| -------- | ------- | ------------------ | ---------------- | -------------------- |
| Чоловіки | 302     | 72                 | 199              | 31                   |
| Жінки    | 324     | 83                 | 182              | 59                   |
| Разом    | 626     | 155                | 381              | 90                   |